# Gare de Corrèze
La gare de Corrèze est une gare ferroviaire française de la ligne de Tulle à Meymac, située sur le territoire de la commune de Saint-Priest-de-Gimel, à proximité de Corrèze, dans le département de la Corrèze en région Nouvelle-Aquitaine.
C'est une halte voyageurs de la Société nationale des chemins de fer français (SNCF), desservie par des trains TER Nouvelle-Aquitaine.

## Situation ferroviaire
Établie à 534 mètres d'altitude, la gare de Corrèze est située au point kilométrique (PK) 613,937 de la ligne de Tulle à Meymac, entre les gares ouvertes de Tulle et de Montaignac-Saint-Hippolyte, s'intercalent les gares fermées de Gimel (vers Tulle) et d'Eyrein (vers Meymac).

## Service des voyageurs

### Accueil

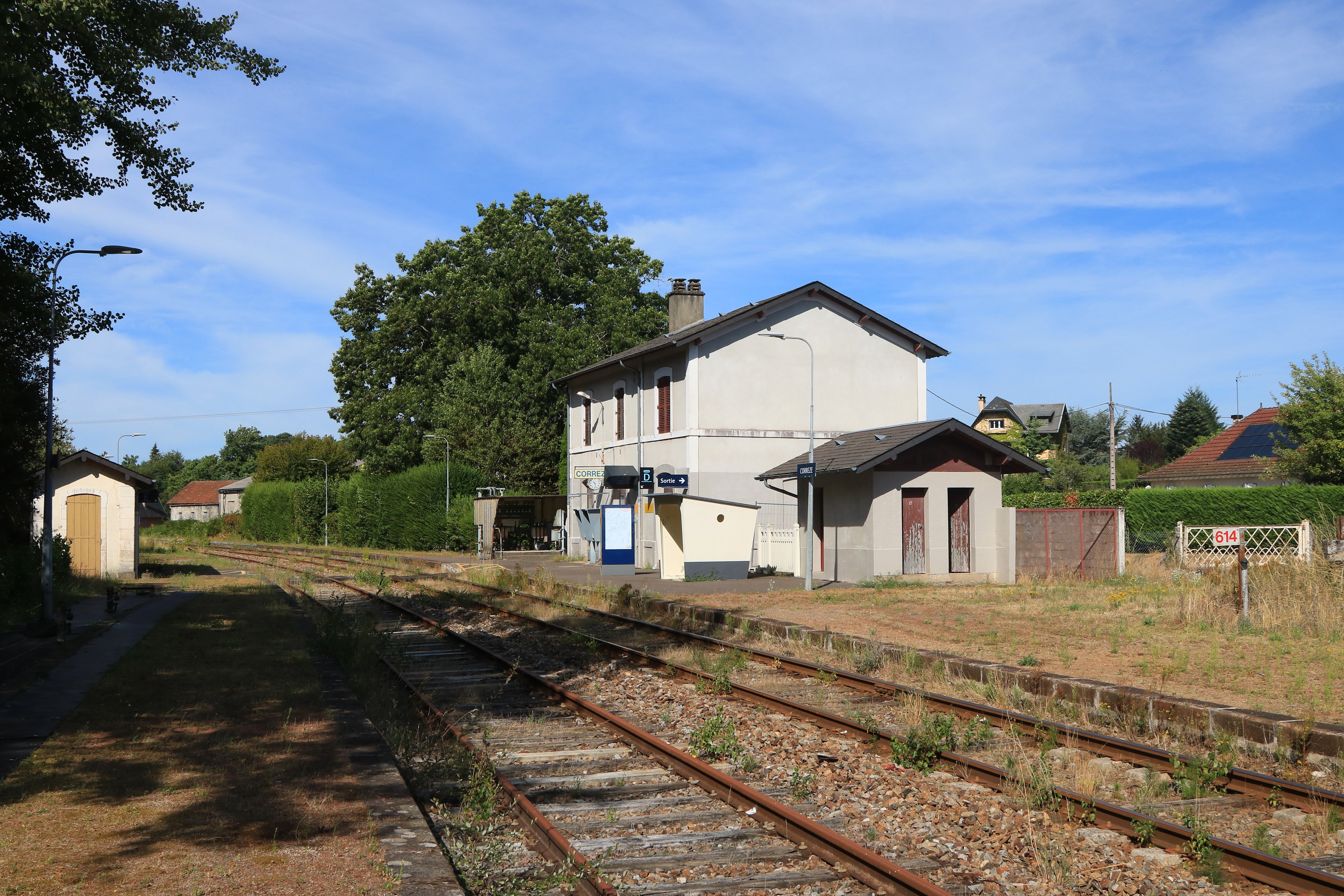
Vue générale de la ggare en direction de Tulle.

Halte SNCF, c'est un point d'arrêt non géré (PANG) à entrée libre.
La traversée des voies s'effectue par un passage de niveau planchéié.

## Fréquentation
Selon les estimations de la SNCF, la fréquentation annuelle de la gare figure dans le tableau ci-dessous.
| Année               | 2015  | 2016  | 2017  | 2018  | 2019  | 2020  | 2021  | 2022  | 2023  |
| ------------------- | ----- | ----- | ----- | ----- | ----- | ----- | ----- | ----- | ----- |
| Nombre de voyageurs | 3 665 | 4 771 | 4 737 | 4 209 | 4 298 | 3 271 | 4 184 | 4 566 | 7 311 |

### Desserte
Elle est desservie par les trains TER Nouvelle-Aquitaine, sur la relation de Brive-la-Gaillarde à Ussel.

### Intermodalité
Elle est desservie par des cars TER Limousin de la relation Brive-la-Gaillarde (ou Tulle) - Ussel.